# Митьезаёль
Митьезаёль, Мить-Тёзаёль — река в России, протекает в Усть-Куломском и Троицко-Печорском районах Республики Коми. Устье реки находится в 93 км по правому берегу реки Сойва. Длина реки составляет 23 км.
Исток реки в болотах в 30 км к югу от деревни Верхняя Омра. Река течёт на север, всё течение проходит по ненаселённому, заболоченному таёжному лесу. Приток - Митьезаёльвож (правый). Впадает в Сойву у урочища Ордым.

## Данные водного реестра
По данным государственного водного реестра России относится к Двинско-Печорскому бассейновому округу, водохозяйственный участок реки — Печора от истока до водомерного поста у посёлка Шердино, речной подбассейн реки — Бассейны притоков Печоры до впадения Усы. Речной бассейн реки — Печора.
По данным геоинформационной системы водохозяйственного районирования территории РФ, подготовленной Федеральным агентством водных ресурсов:
- Код водного объекта в государственном водном реестре — 03050100112103000060122
- Код по гидрологической изученности (ГИ) — 103006012
- Код бассейна — 03.05.01.001
- Номер тома по ГИ — 03
- Выпуск по ГИ — 0